# Phalaenopsis pulchra
Phalaenopsis pulchra är en orkidéart som först beskrevs av Heinrich Gustav Reichenbach, och fick sitt nu gällande namn av Herman Royden Sweet. Phalaenopsis pulchra ingår i släktet Phalaenopsis och familjen orkidéer. Inga underarter finns listade i Catalogue of Life.

## Bildgalleri

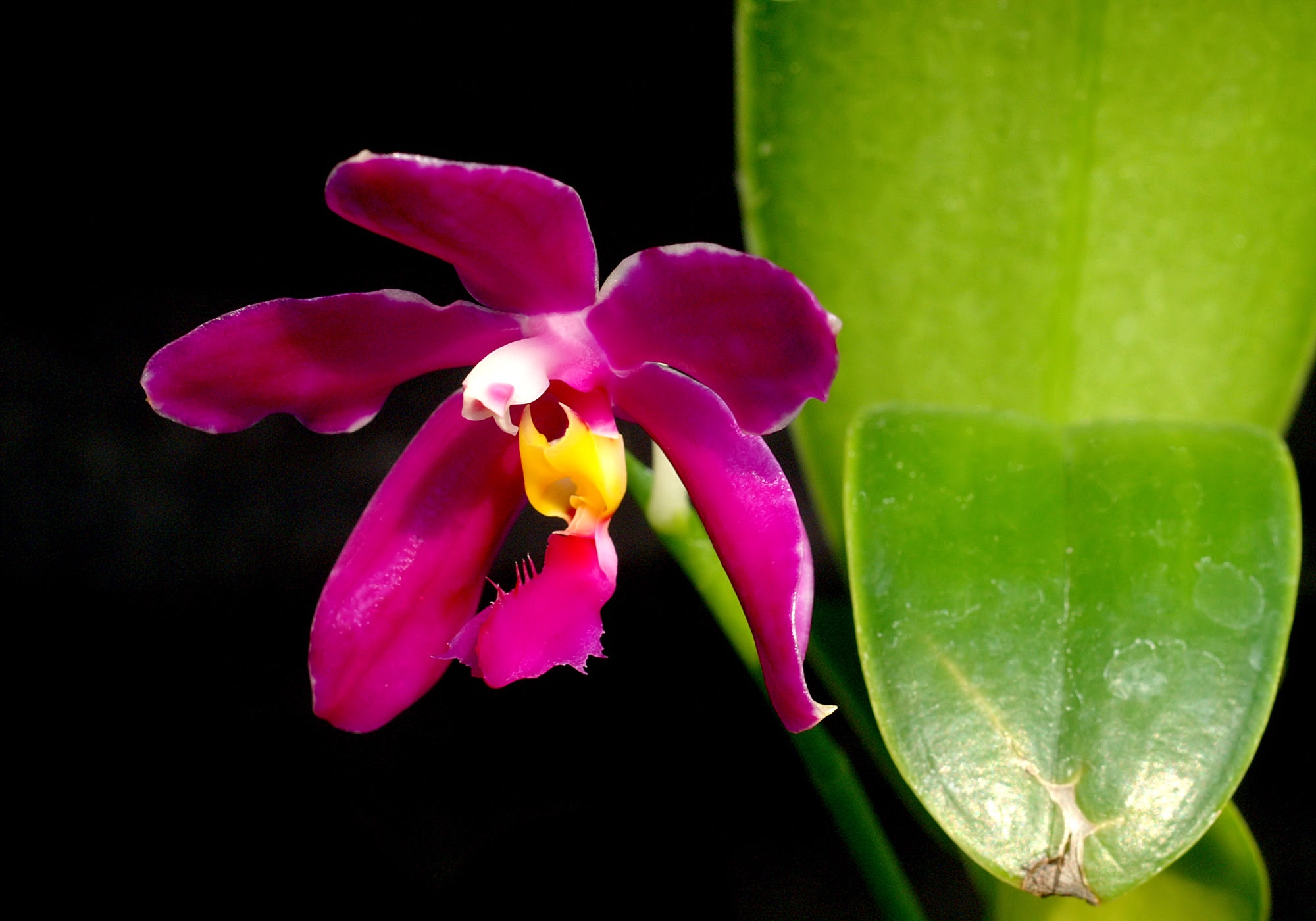
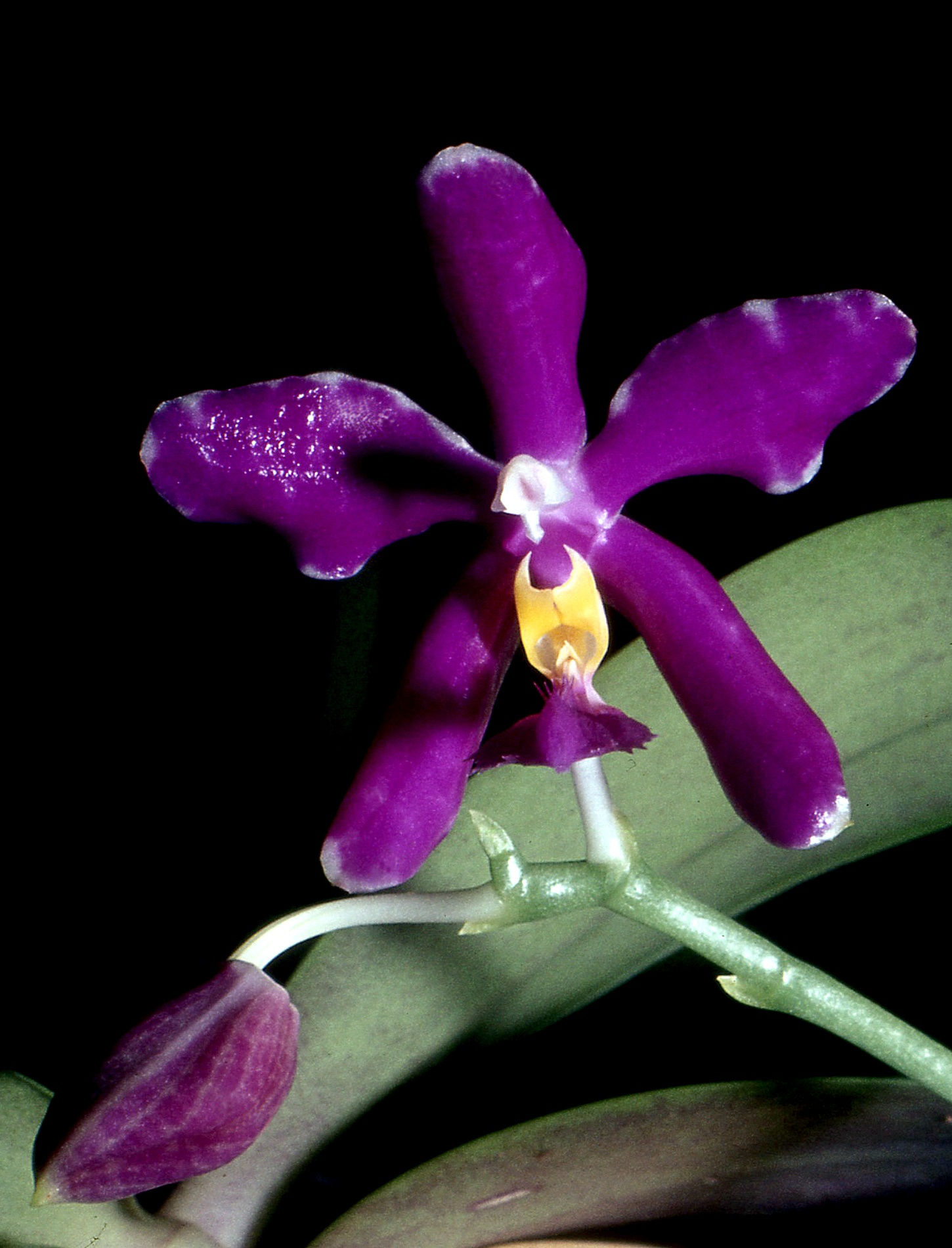
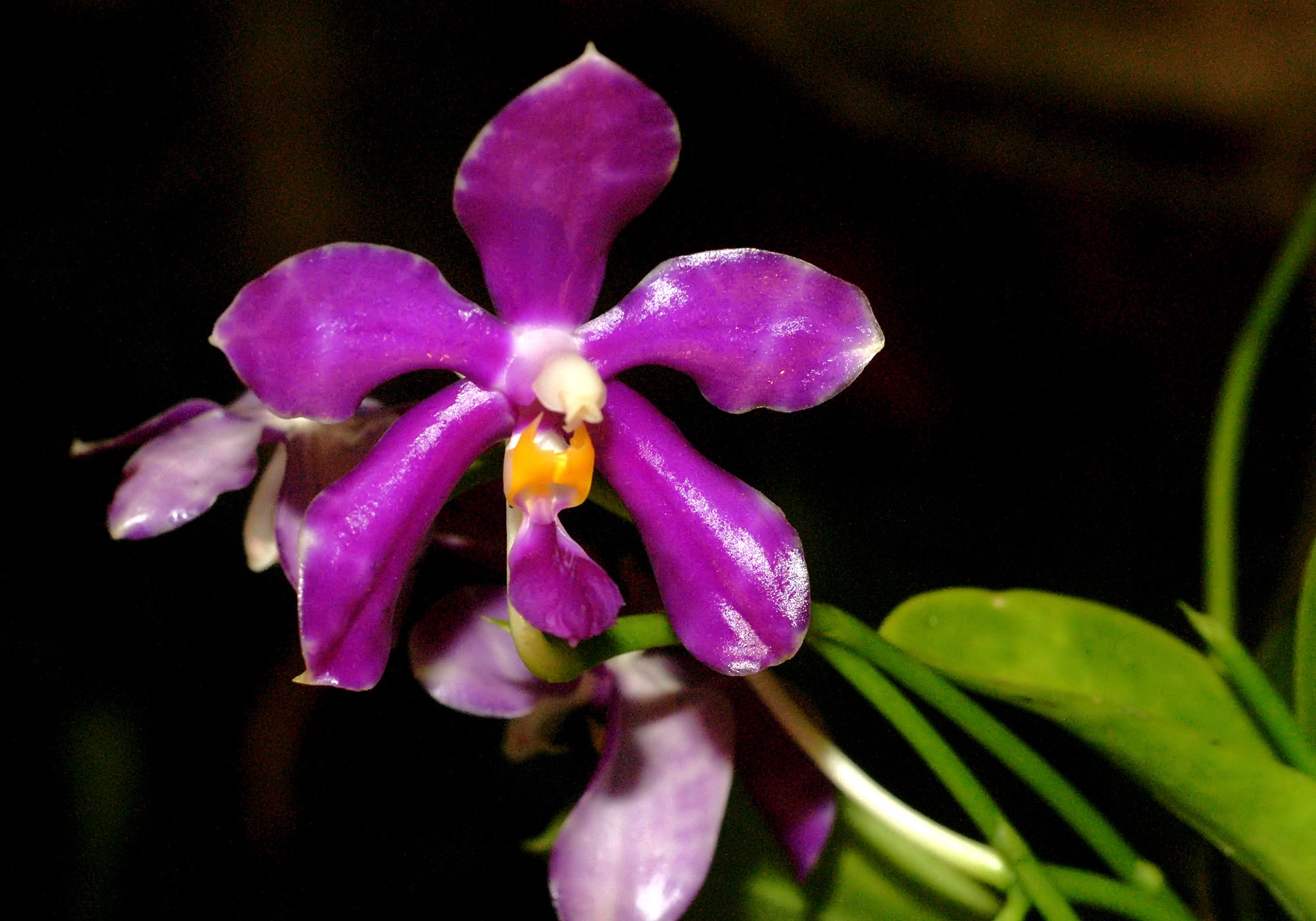